# Lijst van voetbalinterlands Japan - Joegoslavië
Deze lijst van voetbalinterlands is een overzicht van alle officiële voetbalwedstrijden tussen de nationale teams van Japan en Joegoslavië. De landen speelden in totaal vier keer tegen elkaar. De eerste ontmoeting, een vriendschappelijke wedstrijd, werd gespeeld in Tokio op 28 november 1961. Het laatste duel, eveneens een vriendschappelijke wedstrijd, vond plaats op 4 juli 2001 in Oita.

## Wedstrijden
| № | Plaats   | Datum            | Competitie        | Wedstrijd           | Uitslag |
| - | -------- | ---------------- | ----------------- | ------------------- | ------- |
| 1 | Tokio    | 28 november 1961 | Vriendschappelijk | Japan – Joegoslavië | 0 – 1   |
| 2 | Tokio    | 26 mei 1996      | Vriendschappelijk | Japan – Joegoslavië | 1 – 0   |
| 3 | Lausanne | 3 juni 1998      | Vriendschappelijk | Joegoslavië – Japan | 1 – 0   |
| 4 | Oita     | 4 juli 2001      | Vriendschappelijk | Japan – Joegoslavië | 1 – 0   |

## Samenvatting
| Competitie        | Totaal gespeeld | Winst Japan | Gelijk | Winst Joegoslavië | Doelsaldo Japan – Joegoslavië |
| ----------------- | --------------- | ----------- | ------ | ----------------- | ----------------------------- |
| Vriendschappelijk | 4               | 2           | 0      | 2                 | 2 − 2                         |
| Totaal            | 4               | 2           | 0      | 2                 | 2 − 2                         |

## Details

### Derde ontmoeting
| Vriendschappelijk (Lausanne, Zwitserland, 3 juni 1998): |       |                       |
| Japan                                                   | 0 – 1 | Joegoslavië           |
|                                                         | goals | 71' Siniša Mihajlović |

### Vierde ontmoeting
| Kirin Cup (Oita, Japan, 4 juli 2001): |              | |
| Japan | 1 – 0        | Joegoslavië |
| Junichi Inamoto 21' | goals        | |
| Philippe Troussier | bondscoach   | Vujadin Boskov |
| Yoshikatsu Kawaguchi Naoki Matsuda 68' Ryuzo Morioka Koji Nakata Yasuhiro Hato Junichi Inamoto Kazuyuki Toda Shinji Ono 46' Hiroaki Morishima 70' Akinori Nishizawa 89' Takayuki Suzuki 77' | opstellingen | 86' Saša Stevanović 80' Vuk Rašović Dejan Ognjanović 86' Dušan Petković Saša Zorić 73' Goran Trobok Dragan Stojković Petar Divić 64' Igor Bogdanović 21' Milan Dudić Aleksandar Živković |
| Toshihiro Hattori 46' Tsuneyasu Miyamoto 68' Teruyoshi Ito 70' Tatsuhiko Kubo 77' Masashi Nakayama 89'                                                                                      | wissels      | 21' Radovan Krivokapić 64' Borislav Stevanović 73' Dejan Rađenović 80' Damir Čakar 86' Milivoje Ćirković                                                                                 |
| | gele kaarten | 67' Vuk Rašović 73' Aleksandar Živković |
| - Debuut van Predrag Ristović en Borislav Stevanović voor Joegoslavië. |              | |